# Howgrave
Howgrave – civil parish w Anglii, w North Yorkshire, w dystrykcie (unitary authority) North Yorkshire. W 2001 civil parish liczyła 14 mieszkańców. Howgrave jest wspomniana w Domesday Book (1086) jako Hogram/Hograve/Hogrem.